# Бланш Лінкольн
Бланш Меєрс Ламберт Лінкольн (англ. Blanche Meyers Lambert Lincoln; нар. 30 вересня 1960, Гелена, Арканзас) — американська політична діячка,  що представляє Демократичну партію, сенаторка США від Арканзасу з 1999 до 2011, членкиня Палати представників з 1993 по 1997.

## Життєпис
Бланш Ламберт народилася у родині фермерів. Батьки займалися вирощуванням рису, пшениці та бавовни. Сестра Мері Ламберт — кінорежисерка.
У 1982 Бланш Ламберт здобула ступінь бакалавра у Randolph-Macon Woman's College (Лінчберг, Вірджинія). Працювала помічницею конгресмена Білла Александера з 1982 по 1984.
У 1992 році Бланш Лінкольн повернулася в Арканзас та на демократичному праймеризі перемогла того ж таки Білла Александера. На праймеризі вона набрала 69 ‰ голосів, а на осінніх виборах по 1-му округу штату — 70 ‰, та стала першою жінкою у Палаті представників, котра була обрана від цього округу.
Пропрацювавши у Конгресі два терміни, на третій не пішла, оскільки була вагітна, та якраз перед виборами народила синів-близнюків.
Повернулася у політику в 1998 році, коли сенатор-демократ від штату Арканзас Дейл Бамперс, близький друг Білла Клінтона, який пропрацював у верхній палаті Конгресу чотири терміни, вирішив закінчити свою політичну кар'єру. Бланш Ламберт Лінкольн виставила свою кандидатуру та досить впевнено перемогла свого республіканського опонента. На той час їй виповнилося 38 років. Вона стала наймолодшою жінкою-сенатором та другою жінкою, обраною на такий пост від Арканзасу.

## Особисте життя
Бланш Лінкольн одружилася з доктором Стівеном Лінкольном, коли була перший раз членом Палати представників.